# Helixocerus koghis
Helixocerus koghis är en tvåvingeart som beskrevs av Daniel J. Bickel 2002. Helixocerus koghis ingår i släktet Helixocerus och familjen styltflugor.
Artens utbredningsområde är Nya Kaledonien. Inga underarter finns listade i Catalogue of Life.